# Урминце
Урминце (слч. Urmince) насељено је мјесто са административним статусом сеоске општине (слч. obec) у округу Топољчани, у Њитранском крају, Словачка Република.

## Становништво
| Година:    | 1994. | 2004.   | 2014.   | 2024.   |
| ---------- | ----- | ------- | ------- | ------- |
| Број људи: | 1370  | 1389    | 1414    | 1381    |
| Разлика:   |       | +1,38 % | +1,79 % | -2,33 % |

| Година:    | 2023. | 2024.   |
| ---------- | ----- | ------- |
| Број људи: | 1401  | 1381    |
| Разлика:   |       | -1,42 % |

Према подацима о броју становника из 2011. године насеље је имало 1.413 становника.